# 上魏斯巴赫
图林根林山区上魏斯巴赫（德語：Oberweißbach/Thüringer Wald，官方拼写为），通称上魏斯巴赫（德語：Oberweißbach，發音：[ˌoːbɐˈvaɪsbax] ⓘ），是德国图林根州萨尔费尔德-鲁多尔施塔特县曾经的一个市镇，面积9.65平方千米，2017年12月31日人口为1,678人。2019年1月1日，图林根林山区上魏斯巴赫与另外2个市镇合并为新市镇施瓦察塔尔。